# Joseph Cullman III
Joseph Cullman III (9 avril 1912 - 30 avril 2004) est un homme d'affaires américain, passionné de tennis et chef de la direction de la société Philip Morris de 1957 à 1978. 

## Biographie
Pendant son mandat de chef de la direction, la marque Philip Morris - Marlboro devint la marque de cigarette la plus populaire aux États-Unis. Décrit comme « défenseur de l'industrie de cigarettes en chef contre le mouvement antitabac », il a supervisé la création du succès de la campagne Marlboro Man à partir des années 1950, qui est depuis devenu un symbole de la publicité télévisée américaine. Dans une désormais célèbre interview télévisée en 1971 sur le programme américain d'actualité Face the Nation, en réponse à une étude récemment publiée sur le grand nombre de bébés de plus petite nés de femmes enceintes fumeuses, il déclara : « Je conclus de ce rapport que c'est vrai que les bébés nés de femmes qui fument sont plus petits, mais ils sont tout aussi sains que les bébés nés de femmes qui ne fument pas. Certaines femmes préfèrent avoir des bébés plus petits »». Loin de l'industrie du tabac, il a tenu un grand intérêt dans le tennis, siégeant en tant que président de l'US Open à Forest Hills en 1969 et 1970 et président du International Tennis Hall of Fame de 1982 à 1988. Il en est membre depuis 1990.